# Прислуга

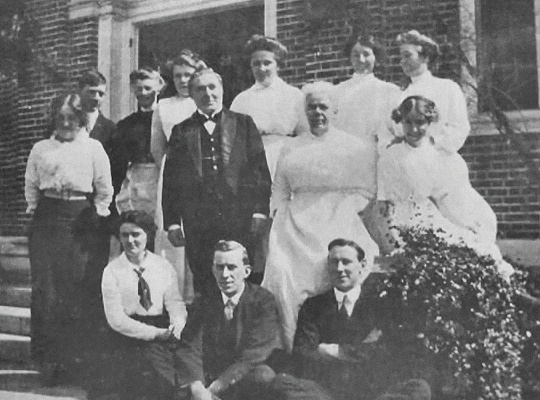
Домашні робітники у США в 1914 році

Домашня прислуга (слуги, заст. Обслуга, челядь, дворовий, прислужник, служитель, служка, челядник, челядь) — ті, хто працює, і, звичайно, живе в будинку роботодавця і виконує різні роботи по дому.
«Слуги, з усяким страхом коріться панам не тільки добрим і лагідним, але й прикрим» (Перше послання Петра, 2:18).
При рабовласницькому ладі та феодалізмі як домашня прислуга як правило використовувалися раби і кріпаки відповідно. У Росії кріпаки, що виконували обов'язки домашньої прислуги, називалися дворовими людьми.
Потім прислуга стала найманою, тобто вона отримує за свою роботу певну плату і має право при бажанні залишити свою роботу і змінити місце проживання. Тим не менш, в законодавстві багатьох країн довго залишалися пережитки кріпосництва щодо прислуги. Так, у німецьких партикулярних законодавствах і остзейському праві до початку 20-го століття щодо прислуги діяли норми так званого «сімейно-правового» характеру. Цей «сімейно-правовий характер» виражався у вимозі особливої шанобливості прислуги до господарів і відсутності права претензії з її боку за грубі висловлювання з боку господарів: "Слуга зобов'язаний пану повагою, вірністю, скромністю і послухом і повинен присвячувати весь свій час і всю діяльність на його користь і благо; зобов'язаний покірливо підкорятися домашньому, встановленому паном порядку і не може без його дозволу відлучатися від будинку; хто опинився при роботі неслухняним і не знає своєї справи повинен терпляче переносити словесні догани, якщо б навіть паном були вжиті при цьому жорсткі висловлювання "(ст. 4200-4203 остзейського цивільного права, аналогічні прусським та іншим німецьким Gesindeordnungen). На господарів покладалися зате турботи про зміст та лікуванні прислуги.
У старому прусському праві існували примусові заходи до виконання прислугою своїх обов'язків. Потім вони були замінені грошовими пенями.
У великих будинках може бути велика кількість прислуги, яка виконує різні роботи, часто утворюючи деяку внутрішню ієрархію. Поняття практично зникло в СРСР і стало знову актуальним у країнах колишнього СРСР в 90-роки XX століття.

## Види прислуги
- Покоївка
- Няня
- Кухар
- Швейцар
- Офіціант
- Особистий водій (шофер)
- Гувернантка
- домробітниця

Застарілі терміни
- Наймит
- Бонна
- Дворецький
- Двірник
- Денщик
- Камердинер (від нім. Kammerdiener) — кімнатний слуга при панові в багатому дворянському домі
- Камеристка
- Капельдинер
- Кельнер
- Конюх (Грум)
- Ключниця
- Кучер
- Лакей
- Мамка
- Мажордом
- Економка